# Zemianske Kostoľany
Zemianske Kostoľany (bis 1948 „Zemianske Kostolany“ – bis 1927 „Zemanské Kostolany“; deutsch Edl-Kostolany, ungarisch Nemeskosztolány) ist eine Gemeinde im Okres Prievidza des Trenčiner Landschaftsverbandes in der West-Slowakei.

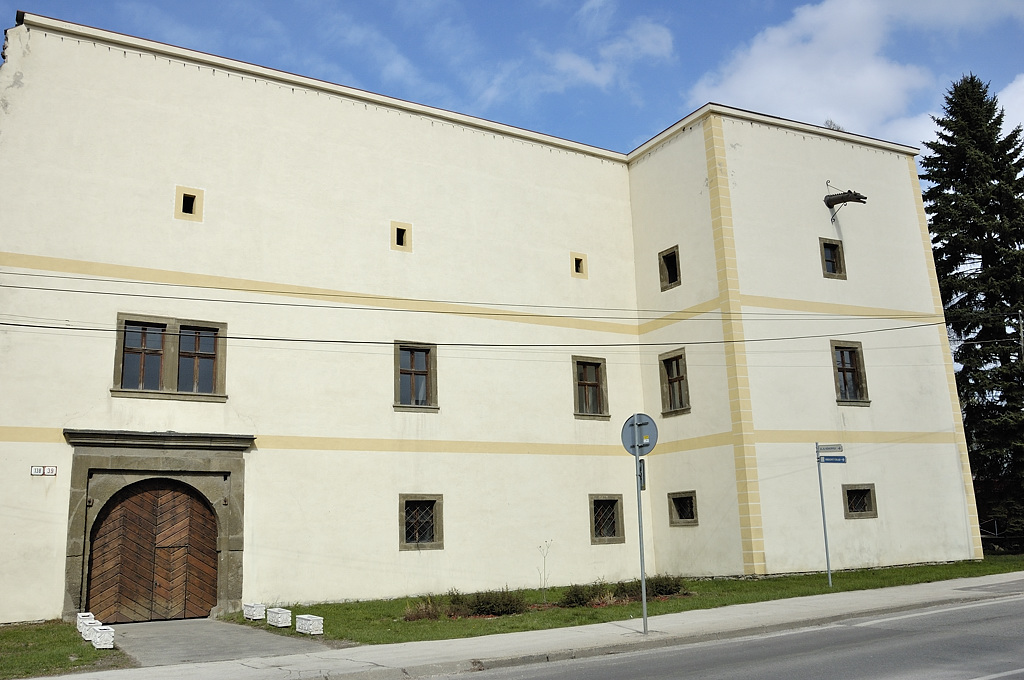
Blick auf das Schloss im Ort

Der Ort wurde 1331 zum ersten Mal schriftlich als Coztulan erwähnt.
Zur Gemeinde gehört neben dem Hauptort der 1902 eingemeindete Ort Dolné Lelovce (deutsch Unterlelotz).
Im Ort gibt es ein Renaissanceschloss aus der ersten Hälfte des 17. Jahrhunderts, die katholische Kirche wurde 1699–1701 errichtet.

## Bevölkerung
| Jahr                | 1994 | 2004    | 2014    | 2024    |
| ------------------- | ---- | ------- | ------- | ------- |
| Anzahl der Personen | 1656 | 1683    | 1741    | 1699    |
| Unterschied         |      | +1,63 % | +3,44 % | −2,41 % |

| Jahr                | 2023 | 2024    |
| ------------------- | ---- | ------- |
| Anzahl der Personen | 1724 | 1699    |
| Unterschied         |      | −1,45 % |

## Persönlichkeiten
- Ivan Kováč (1948–2023), Mittelstreckenläufer